# 日テレ学院
日テレ学院（にっテレがくいん）は、株式会社日テレイベンツのタレント・アナウンサーなどの育成事業部門である。

## 概要
音楽番組全盛期の1976年に、歌手の養成をねらった日本テレビ音楽学院が開校したのが起源とされる。その後、ディレクターや作家などクリエーター養成事業も加わり、1994年に日本テレビタレントセンターへ改称。1995年には、アナウンサーを養成する日本テレビアナウンスカレッジが発足。2005年にスクールや講座などを統合し、日テレ学院が開校。現在はタレント、アナウンサー、放送クリエーター養成のほか、カルチャースクールを開設している。
現在の校舎所在地は、東京都千代田区四番町5-6 日本テレビ四番町ビル1号館 Office 3F/Studio 5F（麹町教室）と日テレイベンツ本社（新橋教室）。

### 設置されているスクール・講座など
スクール
- アナウンススクール
- タレントスクール

講座
- シナリオライター講座
- バラエティ作家講座
- 第一線で活躍する人から学ぶ講座

（講師実績：田原総一朗、江川卓、桂由美、山﨑浩子、菊間千乃、坂本雄次、寺門和夫、手嶋龍一、橋本五郎、岩清水梓ほか）
- 社会人話し方スキルアップ
- 社会人話し方スキルアップ個人レッスン
- 企業研修

カルチャー系
- フォレスタ・コーラス講座
- 麹町落語塾
- 基礎から学べる朗読講座

## 講師
現在の主な講師
☆は現学院長。○は元学院長。●は元日本テレビアナウンス部長。
- 多昌博志☆（日テレ学院第5代学院長）
- 豊田順子○（日テレイベンツ取締役、日テレ学院第4代学院長）
- 森喜久子（日テレ学院副学院長　元静岡第一テレビアナウンサー）
- 白石旺子
- 菅家ゆかり（元日本テレビアナウンサー）
- 斉木かおり（元日本テレビアナウンサー）
- 齋藤太朗（元日本テレビプロデューサー・ディレクター）

以前の講師
- 石川牧子●○（元日本テレビアナウンサー）
- 木村優子●○（元日本テレビアナウンサー・報道記者、元株式会社J.M.P代表取締役社長、元日テレイベンツ専務取締役）
- 久保晴生●（元日本テレビアナウンサー、スーパーバイザー）
- 村山喜彦●○（元日テレイベンツ取締役、日テレ学院第3代学院長）

## 出身タレント、アナウンサー
※はインターン時代に受講。
- 日本放送協会（NHK）局員
  - 出田奈々
  - 鈴木奈穂子
- 民放アナウンサー
  - 川畑一志（日本テレビ）
  - 後藤晴菜（日本テレビ）
  - 河出奈都美（日本テレビ）
  - 杉原凜（日本テレビ）
  - 大町怜央※（日本テレビ）
  - 石川みなみ（日本テレビ）
  - 北脇太基※（日本テレビ）
  - 田辺大智※（日本テレビ）
  - 忽滑谷こころ※（日本テレビ）
  - 小髙茉緒（日本テレビ）
  - 浦野モモ（日本テレビ）
  - 林田美学（日本テレビ）
  - 山本里咲（日本テレビ）
  - 上田まりえ（タレント、元日本テレビアナウンサー）
  - 澤口実歩（読売テレビ）
  - 佐藤佳奈（読売テレビ）
  - 大野晃佳（読売テレビ）
  - 足立夏保（読売テレビ）
  - 西尾桃（読売テレビ）
  - 渡邊幹也（読売テレビ）
  - 阿部芳美（中京テレビ）
  - 岡田健太郎（中京テレビ）
  - 田村浩平（中京テレビ）
  - 伊藤楓（フリーアナウンサー、元中京テレビアナウンサー）
  - 仲川晴斐（中京テレビ）
  - 中川萌香（中京テレビ）
  - 山藤美智（札幌テレビ）
  - 宮﨑愛瑠（札幌テレビ）
  - 田村誉主在（秋田放送）
  - 太田英梨花（秋田放送）
  - 藤田裕太郎（秋田放送）
  - 秋山陽南（秋田放送）
  - 関円花（秋田放送）
  - 河岸修登（福島中央テレビ）
  - 服部廉太郎（山梨放送）
  - 角田智美（テレビ新潟(TeNY)）
  - 大谷萌恵（テレビ新潟(TeNY)）
  - 日高優希（テレビ新潟(TeNY)）
  - 大島巧（テレビ新潟(TeNY)）
  - 佐藤剣慎（テレビ新潟(TeNY)）
  - 託見知行（テレビ新潟(TeNY)）
  - 森本千瑛（北日本放送）
  - 南歩薫（北日本放送）
  - 村松朋哉（テレビ金沢）
  - 岩本美蘭（静岡第一テレビ）
  - 澤井志帆（静岡第一テレビ）
  - 太田紅葉（フリーアナウンサー、元静岡第一テレビアナウンサー）
  - 中尾真亜理（日本海テレビ）
  - 神岡遼（日本海テレビ）
  - 村尾莉采（日本海テレビ）
  - 井上沙恵（広島テレビ）
  - 石井隆智（四国放送）
  - 外谷光（四国放送）
  - 野並正佑（西日本放送）
  - 中條加菜（西日本放送）
  - 畠山伶（西日本放送）
  - 吉野将司（西日本放送）
  - 小川貴弘（南海放送）
  - 門池舞（フリーアナウンサー、元南海放送契約アナウンサー、元チューリップテレビ契約アナウンサー）
  - 高野真子（南海放送）
  - 松友杏樹（南海放送）
  - 甲斐菜々子（フリーアナウンサー、元長崎国際テレビアナウンサー）
  - 小林勇大（長崎国際テレビ）
  - 青木雄大（長崎国際テレビ）
  - 冷川小粹（長崎国際テレビ）
  - 宮澤奎太（くまもと県民テレビ）
  - 園田貴央（鹿児島読売テレビ）
  - 塚田舞（テレビ埼玉契約アナウンサー、元鹿児島読売テレビアナウンサー）
  - 末川徹（中国放送記者兼気象予報士、元鹿児島読売テレビ）
  - 横山あさみ（鹿児島読売テレビ）
  - 玉井大貴（フリーアナウンサー、元テレビ大分アナウンサー）
  - 佐々木一真（テレビ朝日）
  - 江藤愛（TBS）
  - 上條麻里奈（テレビユー福島契約アナウンサー）
  - 平松千花（テレビ山梨）
  - 中野美奈子（フリーアナウンサー）
  - 波多江良一（フリーアナウンサー）
  - 倉林知子（フリーアナウンサー）
  - 坂木萌子（フリーアナウンサー）
  - 井出文恵（エフエム栃木）
  - 大庭奈々(フリーアナウンサー)
- その他
  - リトル・ピンク（女子小学生双子アイドル歌手）
  - KYO-SUKE（プロマジシャン・俳優）
  - 千葉一磨（タレント）
  - 内田愛（タレント）